# هاري فينش
هاري فينش (10 فبراير 1995 في المملكة المتحدة - ) (بالإنجليزية: Harry Finch)‏ هو لاعب كريكت بريطاني. لعب مع نادي مقاطعة ساسكس للكركيت ‏.

## وصلات خارجية
- هاري فينش على موقع إي آس بي آن كريك إنفو (الإنجليزية)